# Le Mesnil-sous-Jumièges
Le Mesnil-sous-Jumièges är en kommun i departementet Seine-Maritime i regionen Normandie i nordvästra Frankrike. Kommunen ligger i kantonen Barentin som tillhör arrondissementet Rouen. År 2022 hade Le Mesnil-sous-Jumièges 612 invånare.

## Befolkningsutveckling
| Befolkningsutvecklingen i Le Mesnil-sous-Jumièges 1968–2021 | Befolkningsutvecklingen i Le Mesnil-sous-Jumièges 1968–2021 | Befolkningsutvecklingen i Le Mesnil-sous-Jumièges 1968–2021 | Befolkningsutvecklingen i Le Mesnil-sous-Jumièges 1968–2021 | Befolkningsutvecklingen i Le Mesnil-sous-Jumièges 1968–2021 |
| ----------------------------------------------------------- | ----------------------------------------------------------- | ----------------------------------------------------------- | ----------------------------------------------------------- | ----------------------------------------------------------- |
|                                                             |                                                             |                                                             |                                                             |                                                             |
| År                                                          |                                                             |                                                             | Folkmängd                                                   |                                                             |
| 1968                                                        | 1968                                                        |                                                             | 455                                                         |                                                             |
| 1975                                                        | 1975                                                        |                                                             | 467                                                         |                                                             |
| 1982                                                        | 1982                                                        |                                                             | 556                                                         |                                                             |
| 1990                                                        | 1990                                                        |                                                             | 571                                                         |                                                             |
| 1999                                                        | 1999                                                        |                                                             | 552                                                         |                                                             |
| 2007                                                        | 2007                                                        |                                                             | 619                                                         |                                                             |
| 2015                                                        | 2015                                                        |                                                             | 645                                                         |                                                             |
| 2021                                                        | 2021                                                        |                                                             | 614                                                         |                                                             |